# Tylice (województwo dolnośląskie)
Tylice (niem. Thielitz) – wieś w Polsce położona w województwie dolnośląskim, w powiecie zgorzeleckim, w gminie Zgorzelec.

## Położenie
Tylice to niewielka wieś o długości około 1,5 km, leżąca na Pogórzu Izerskim, na Równinie Zgorzeleckiej, na obu brzegach Czerwonej Wody, na wysokości około 200 m n.p.m.

## Podział administracyjny
W latach 1975–1998 miejscowość położona była w województwie jeleniogórskim.